# Non basta un sorriso
Non basta un sorriso è il sesto album del cantautore Povia pubblicato nel 2009 dalla  Mamadue records, contenente l'omonimo brano cantato assieme al Piccolo Coro "Mariele Ventre" dell'Antoniano.

## Tracce
Testi e musiche di Povia.
1. Non basta un sorriso (con Piccolo Coro "Mariele Ventre" dell'Antoniano) - 3:25
2. Riunione di condominio - 3:14
3. Buon Natale a te - 3:09
4. Il pentagramma - 3:12
5. Anno speciale - 3:22
6. L'asino e la zanzara Limero - 3:27
7. L'orsetto gigione - 2:59
8. Bimbo gadollo - 3:32
9. I vestiti camminano da soli - 3:13
10. Tic Tac - 2:41
11. Non basta un sorriso (solo Povia) - 3:21
12. I bambini fanno "ooh..." - 3:35
13. Non basta un sorriso (Strumentale) - 3:24
14. Non basta un sorriso - videoclip